# Публий Сестий
Пу́блий Се́стий (лат. Publius Sestius; умер после 35 года до н. э.) — римский политический деятель и военачальник, народный трибун 57 года до н. э. В 56 году до н. э. был подзащитным Марка Туллия Цицерона. Во время гражданской войны был сторонником сначала Гнея Помпея Великого, потом — Гая Юлия Цезаря.

## Происхождение
Публий Сестий принадлежал к незнатному плебейскому роду. Его отец, носивший преномен Луций, по словам Марка Туллия Цицерона, был «мудрым, благочестивым и суровым человеком» и занимал должность народного трибуна «в наилучшие для государства времена». Исходя из этой формулировки, антиковеды относят трибунат Сестия-старшего к периоду между 100 и 91 годами до н. э.

## Биография
Рождение Публия Сестия, судя по хронологии его карьеры и времени рождения его детей, следует отнести приблизительно к 95 году до н. э. Публий рано женился на дочери сенатора Гая Альбиния. Около 73 года до н. э. у него родился сын, в 72 году — дочь. Жена Публия вскоре умерла, и он женился во второй раз — на дочери Луция Корнелия Сципиона Азиатского, жившего в изгнании в Массилии. Публий посетил тестя и «своими величайшими и неизменными заботами» поддерживал его, пока тот был жив.
Карьеру Публий начал с должности военного трибуна. В 63 году до н. э. он стал квестором при консуле Гае Антонии Гибриде, которого сенат направил в Этрурию на борьбу с заговорщиком Луцием Сергием Катилиной. Гибриду самого подозревали в причастности к заговору, и он усиливал эти подозрения своей нерешительностью и явным нежеланием разгромить врага. На его фоне Сестий отличался энергией и боевым настроем. Действуя самостоятельно, квестор вовремя ввёл войска в Капую, которой угрожали заговорщики; по просьбе второго консула, Марка Туллия Цицерона, он привёл свой отряд к Риму, чтобы защитить столицу. Наконец, в январе 62 года до н. э. он присоединился к Гибриде и вместе с легатом Марком Петреем принудил его дать Катилине сражение при Пистории. В итоге мятежники были разгромлены, Катилина погиб.
В качестве проквестора Публий отправился вместе с Гаем Антонием в его провинцию — Македонию. Там он продемонстрировал своё бескорыстие, но приложил усилия, чтобы уже в конце года (62 до н. э.) вернуться в Рим. Из письма к нему Цицерона, отправленного в декабре 62 года до н. э., ясно, что Сестий хлопотал о том, чтобы ему не продлевали полномочия, а для этого обращался к народному трибуну Квинту Фуфию Калену, к самому Цицерону и многим другим влиятельным сенаторам.
В следующий раз Публий упоминается в источниках в связи с событиями 58 года до н. э. Тогда он выдвинул свою кандидатуру в народные трибуны; будучи уже избран, он отправился в Галлию к проконсулу Гаю Юлию Цезарю, чтобы убедить его содействовать возвращению Цицерона из изгнания. Сам Цицерон в одной из своих речей говорит об этом так: «Я полагаю, что, если Цезарь был настроен благожелательно, как думаю я, то поездка Сестия не принесла никакой пользы; если же Цезарь был несколько раздражён, то — небольшую; но вы всё же видите рвение и искреннюю преданность Сестия». Приняв полномочия, Публий продолжал добиваться разрешения для Марка Туллия вернуться. Его союзником в этом деле стал коллега, Тит Анний Милон, а врагом — трибун предыдущего года Публий Клодий Пульхр (этот политик и добился изгнания для Цицерона из-за бессудной казни катилинариев). Борьба часто перерастала в вооружённые столкновения между сторонниками двух «партий» прямо на городских улицах. Когда Клодий выдвинул свою кандидатуру в эдилы, Сестий объявил, что не допустит его избрания; накануне выборов он сообщил консулу о неблагоприятных предзнаменованиях, и на него тут же напали клодианцы — с мечами, кольями и дубинами. Получив около 20 ран, Публий, «ослабевший и исколотый, упал бездыханный и спасся от смерти только благодаря тому, что его сочли мёртвым».
В том же году Цицерон смог вернуться из изгнания. В своей речи перед сенатом он поблагодарил всех, кто способствовал его возвращению, — в том числе и Публия. Тот, посетив после выздоровления гладиаторские игры, удостоился бурных аплодисментов зрителей. Но Клодий вскоре нанёс новый удар. В феврале 56 года до н. э. он добился привлечения Сестия к суду по обвинению в домогательстве (это дело вёл Гней Нерий) и в насильственных действиях (тут обвинителем был Публий Туллий Альбинован). О «домогательстве» ничего не известно, а во втором деле речь шла об использовании Сестием гладиаторов для политической борьбы. Судебный процесс шёл 13—14 марта 56 года до н. э. под председательством Марка Эмилия Скавра; одним из свидетелей обвинения был Публий Ватиний, а в защиту подсудимого выступили лучшие ораторы эпохи — Квинт Гортензий Гортал, Марк Лициний Красс и Марк Туллий Цицерон. Последний в речи, текст которой сохранился, изложил свои политические взгляды. Он рассказал о делении политиков на «честнейших людей», «оптиматов», и людей, которые выдают себя за защитников народа, — «популяров». Сестия оратор отнёс к «оптиматам», и присяжные вынесли оправдательный приговор.
В 52 году до н. э. Публия ещё раз привлекли к суду — на этот раз по обвинению в подкупе избирателей. Защитником снова был Цицерон, но исход процесса остаётся неясным. В начале 49 года до н. э., когда помпеянская «партия» в сенате готовилась к войне с Гаем Юлием Цезарем и распределяла провинции между своими сторонниками, Сестий получил в управление Киликию (отсюда учёные делают вывод, что около 55 года до н. э. он должен был занимать должность претора). Он отправился на Восток в сопровождении легата Марка Юния Брута. После поражения Гнея Помпея при Фарсале летом 48 года до н. э. Публий перешёл на сторону Цезаря и сохранил свой пост, но стал подчинённым Гнея Домиция Кальвина, управлявшего всей Малой Азией. В начале 47 года до н. э. он участвовал в неудачных боевых действиях против царя Боспора Фарнака II. В 46 году до н. э. Сестий снова был в Риме. В последующие годы он только несколько раз упоминается в источниках; последнее упоминание относится к 35 году до н. э. и связано с обсуждениями в сенате храмового строительства на Востоке.

## Семья
Публий Сестий был женат дважды: в первом браке с дочерью Гая Альбиния у него родились дочь и сын, Луций Сестий Альбаниан Квиринал, консул 23 года до н. э.; вторым браком был женат на дочери консула 83 до н. э. Луция Корнелия Сципиона Азиатского.